# Route der Industriekultur im Nordwesten
Die Route der Industriekultur im Nordwesten ist eine virtuelle Verbindung von Standorten und Eisenbahnlinien im Land Bremen und im Nordwesten Niedersachsens. Die Route ist Teil der Europäischen Route der Industriekultur, deren Konzeption die Initiatoren übernommen haben und die 2019 als Kulturweg des Europarats zertifiziert wurde. Die Route der Industriekultur im Nordwesten existiert seit 2010.

## Initiatoren
Die Route der Industriekultur im Nordwesten wird von dem Nordwestdeutschen Museum für Industriekultur, Fabrikmuseum von der Nordwolle in Delmenhorst, dem Stadtmarketing Delmenhorst, der Metropolregion Bremen-Oldenburg e. V. sowie der European Route of Industrial Heritage betrieben.

## Ziel der Route
Die Initiatoren wollen ein Bewusstsein dafür schaffen, dass der Satz: „Industriegeschichte ist woanders.“ auf den Nordwesten Deutschlands nicht zutreffe. Zwar weiche die Entwicklung der Region von der deutschen „Kernindustrialisierung“ im 19. Jahrhundert ab; gleichwohl weise sie alle historisch typischen Züge und Merkmale einer Industrialisierung auf: Landwirtschaft und Gewerbe seien aus traditionellen Formen des Wirtschaftens herausgelöst worden und in das überregionale Marktgeschehen eingetreten. Die Mechanisierung der Landbewirtschaftung habe den Aufbau einer modernen und effektiven (Verkehrs-)Infrastruktur nach sich gezogen. Das Angebotsspektrum der Route reicht von der Geschichte intensivierter Torfverwertung über die Tabak- und Textilindustrie, die Schifffahrt und Hafenindustrie, bis hin zur Modernisierung des Feuerlöschwesens.

## Stationen der Route

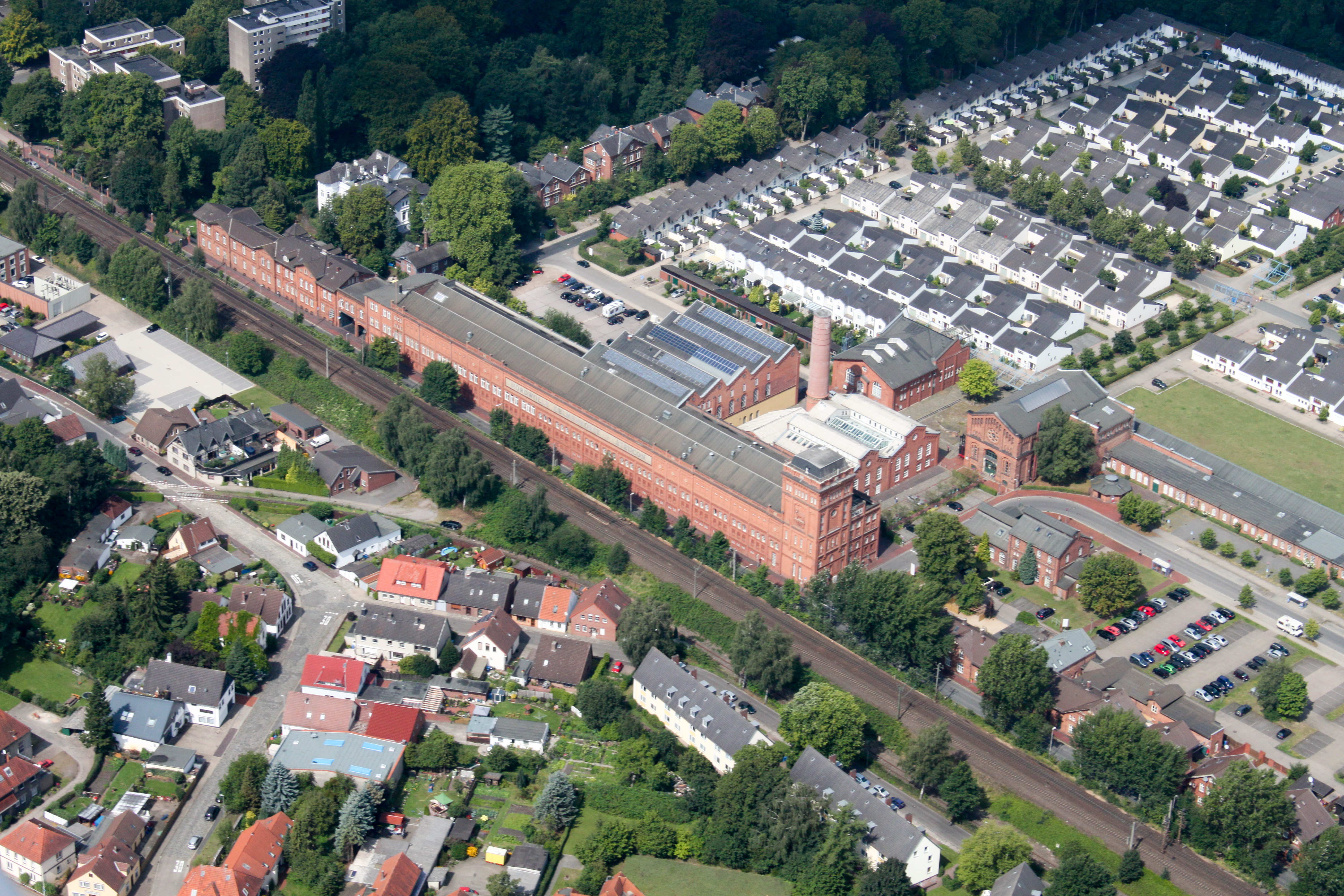
Ankerpunkt Nordwolle Delmenhorst aus der Luft

1. Nordwolle Delmenhorst – Nordwestdeutsches Museum für Industriekultur
2. Historische Kleinbahn Jan Harpstedt
3. Dampfkornbranntweinbrennereimuseum Wildeshausen
4. Industriemuseum Lohne
5. Tuchmacher-Museum Bramsche
6. Museum Industriekultur Osnabrück
7. Feuerwehrmuseum Salzbergen
8. Meyer Werft Papenburg
9. Moor- und Fehnmuseum Elisabethfehn
10. Küstenmuseum Wilhelmshaven
11. Schiffahrtsmuseum der Oldenburgischen Weserhäfen Brake (Unterweser) und Elsfleth
12. Historisches Museum Bremerhaven
13. Speicher XI in Bremen mit dem Hafenmuseum
14. Niedersächsisches Kleinbahn-Museum Bruchhausen-Vilsen
15. Pingelheini Museumsbahn Bremen-Thedinghausen
16. Kaffkieker Grafschaft Hoya

Das Norddeutsche Museum für Industriekultur und die Meyer Werft bilden zwei von 25 Ankerpunkten der Europäischen Route der Industriekultur in Deutschland.

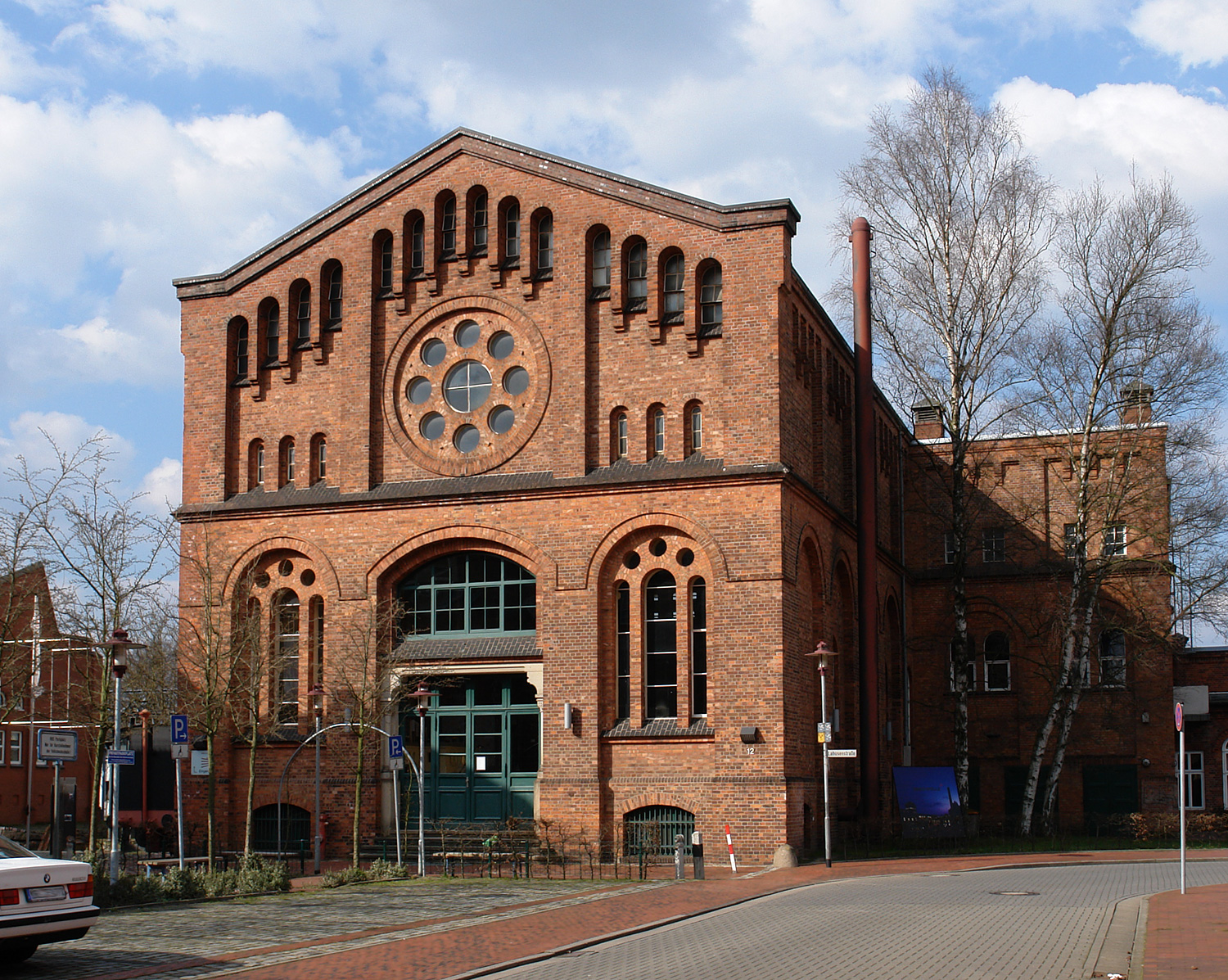
Ehemaliges Fabrikgebäude der Nordwolle Delmenhorst
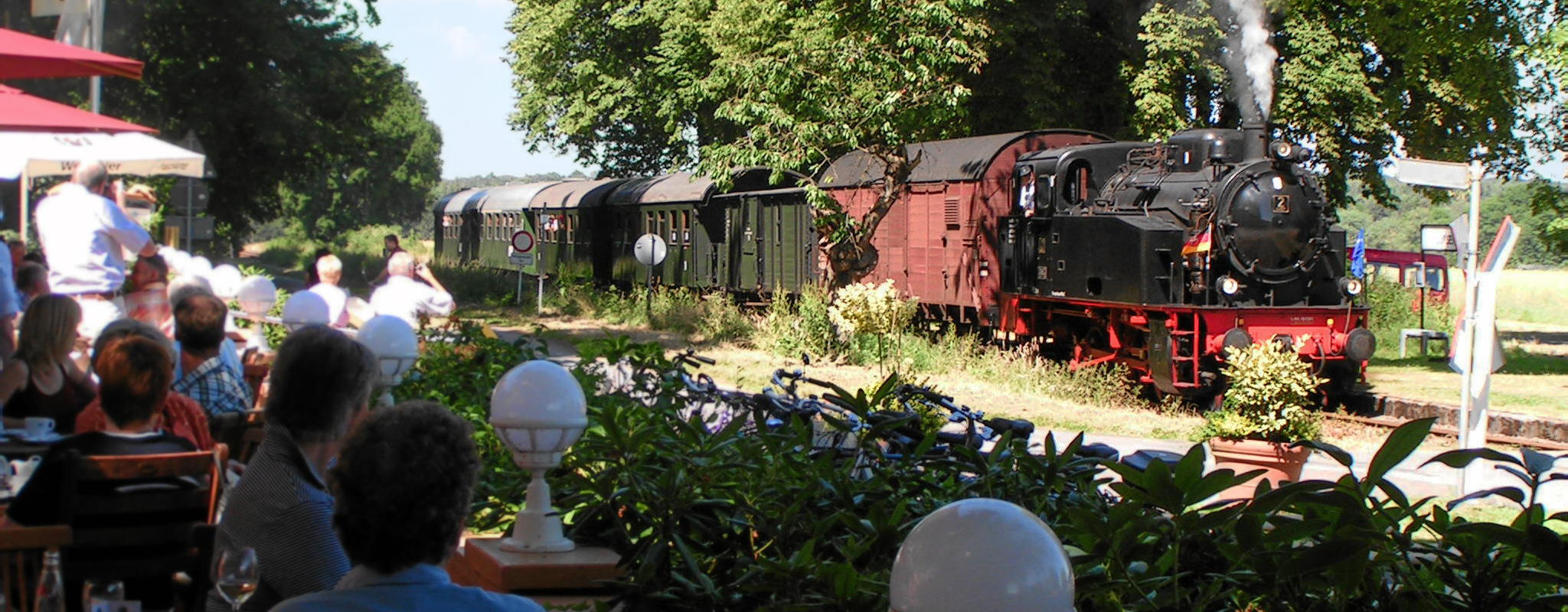
Museumseisenbahn „Jan Harpstedt“ in Dünsen
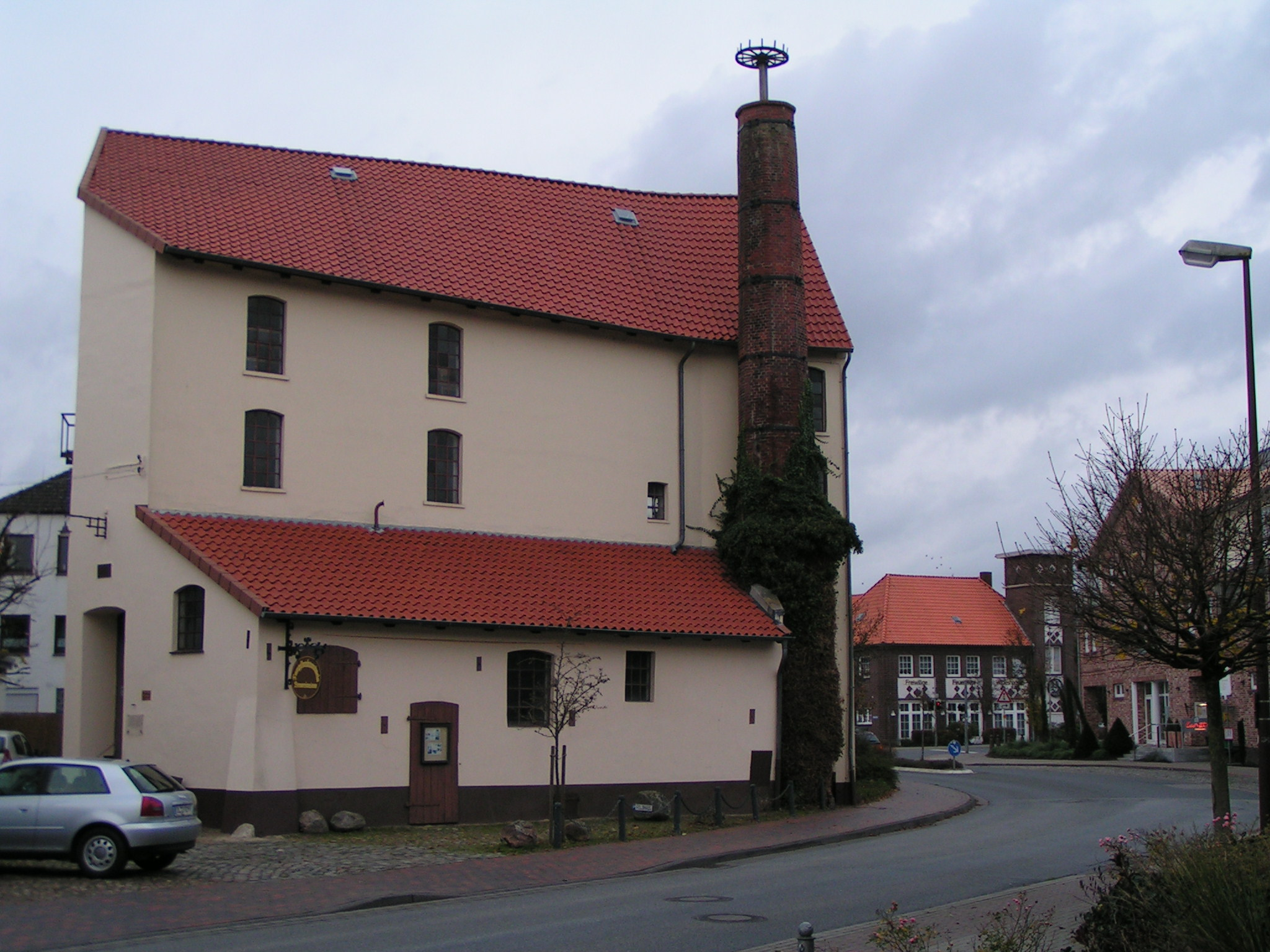
Brennereimuseum Wildeshausen
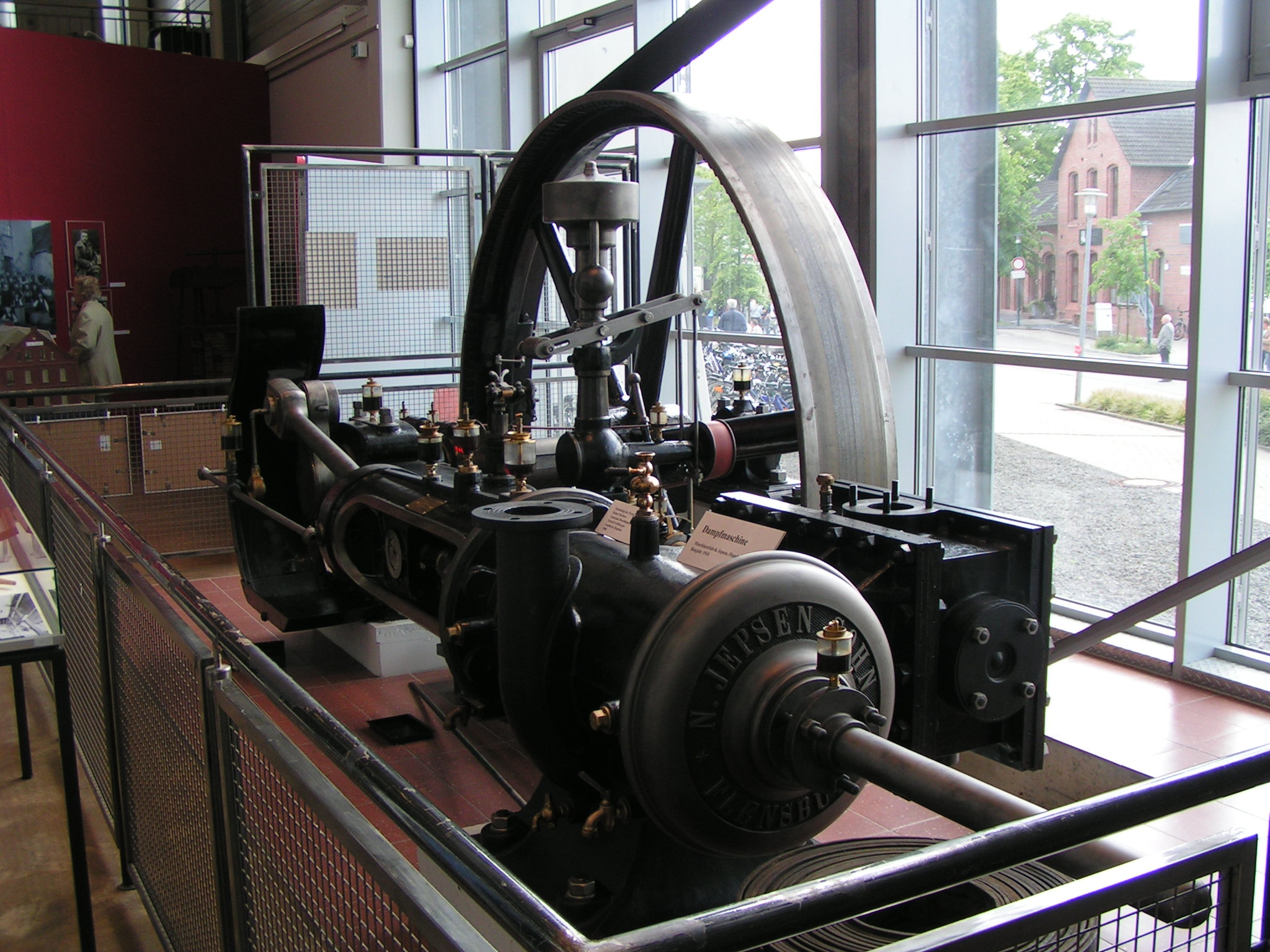
Dampfmaschine im Industriemuseum Lohne
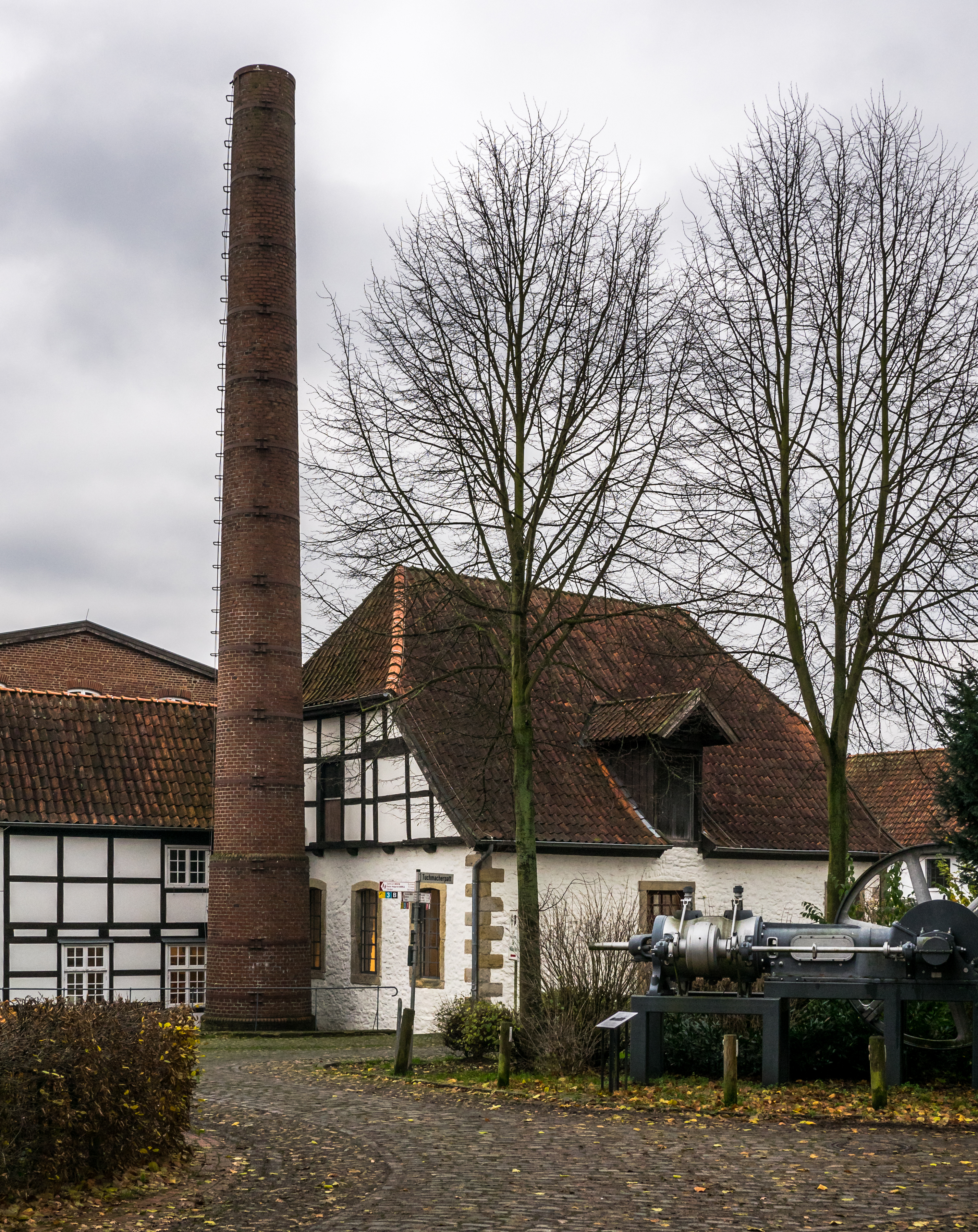
Tuchmachermuseum Bramsche
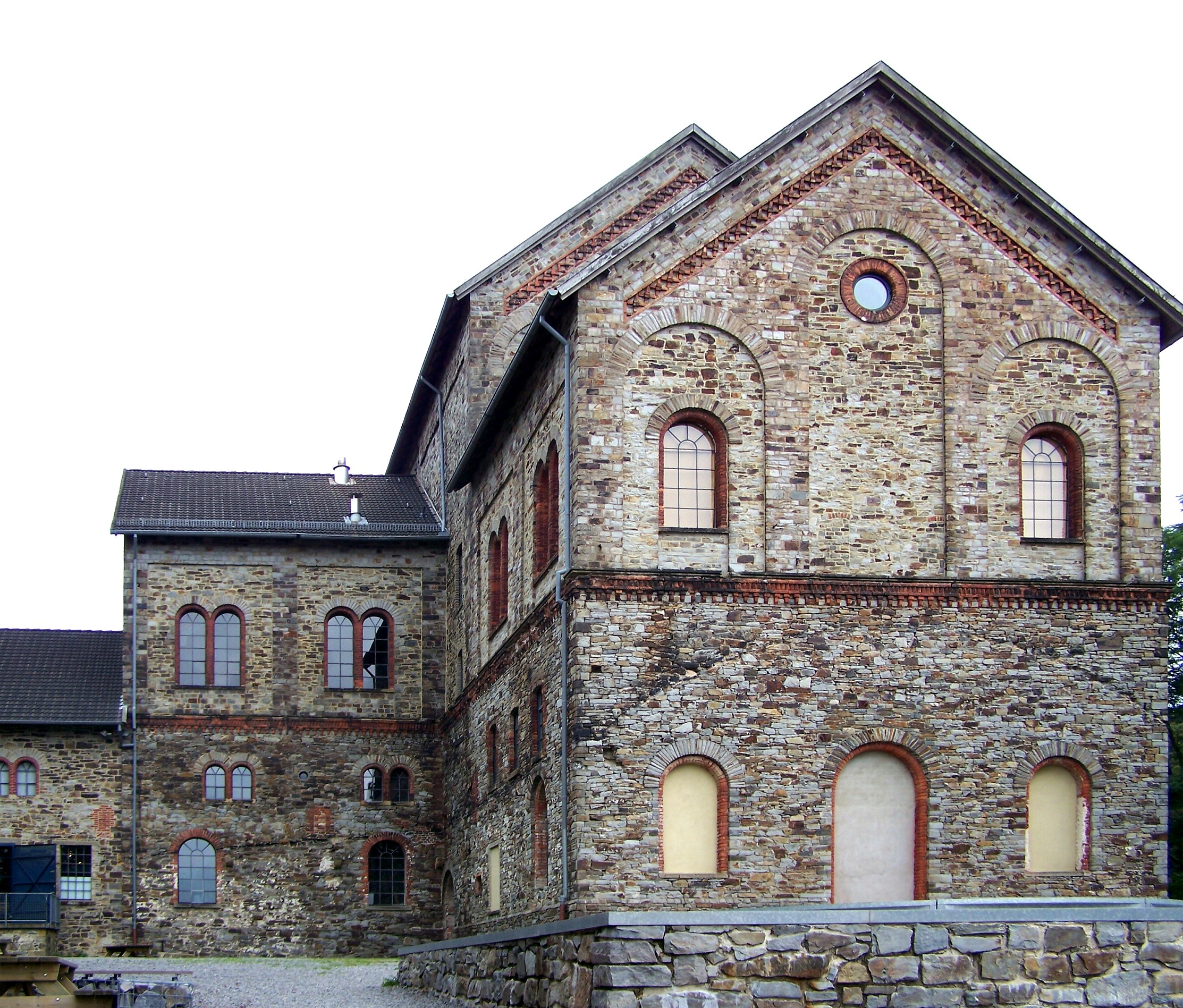
Haseschacht, Hauptgebäude des Museums Industriekultur in Osnabrück
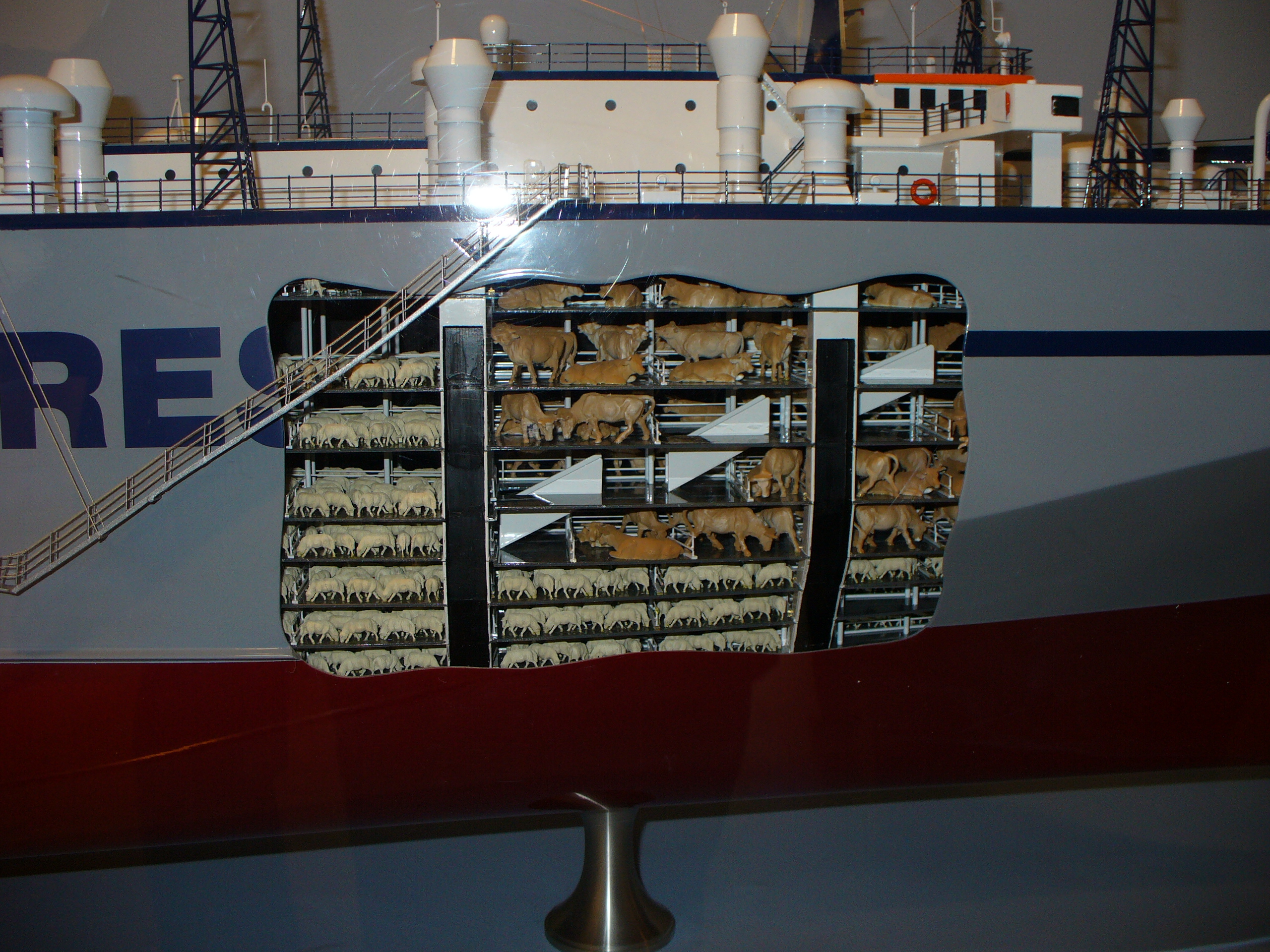
Werftmuseum der Meyer-Werft Papenburg
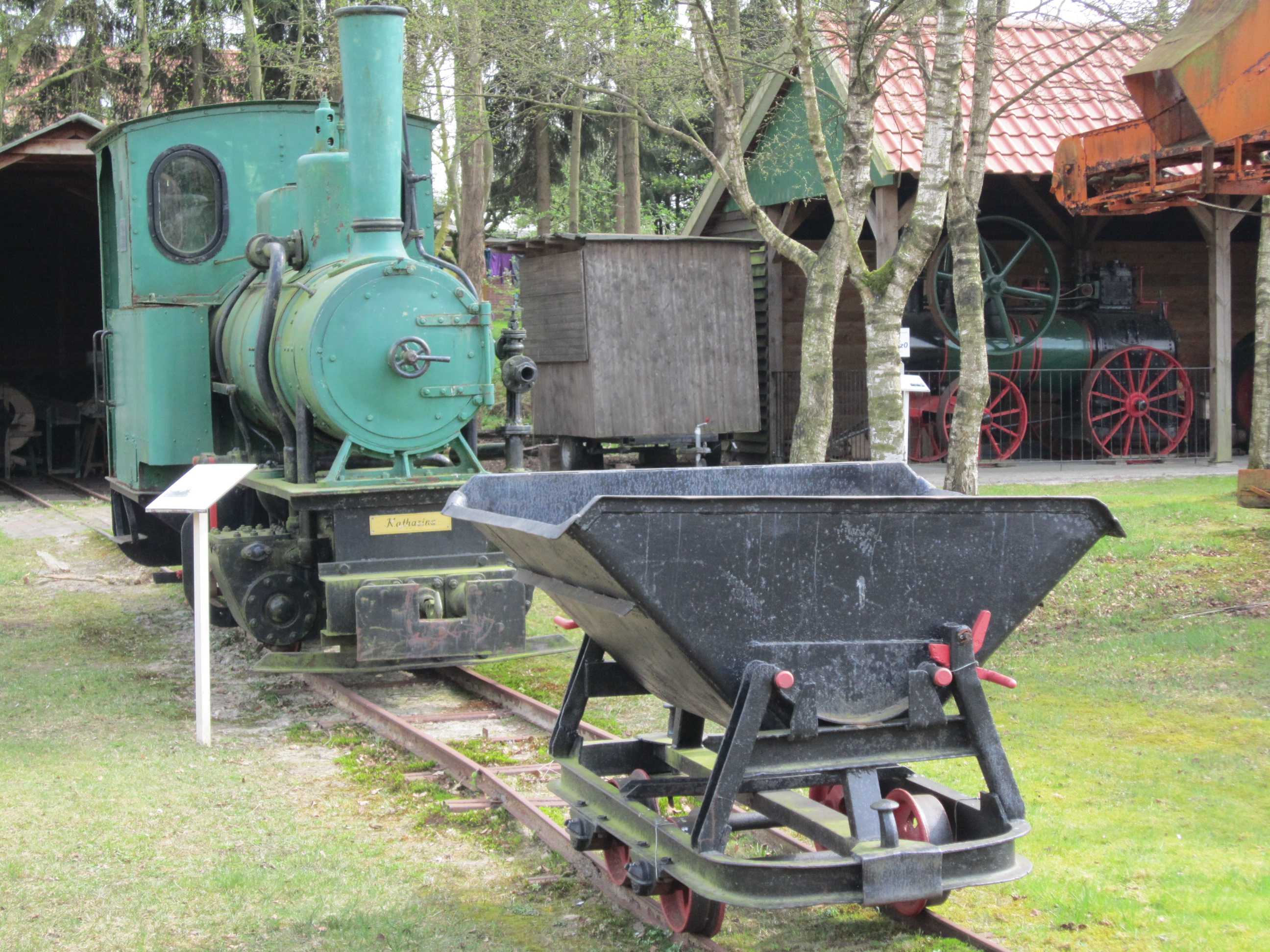
Moor- und Fehnmuseum Elisabethfehn
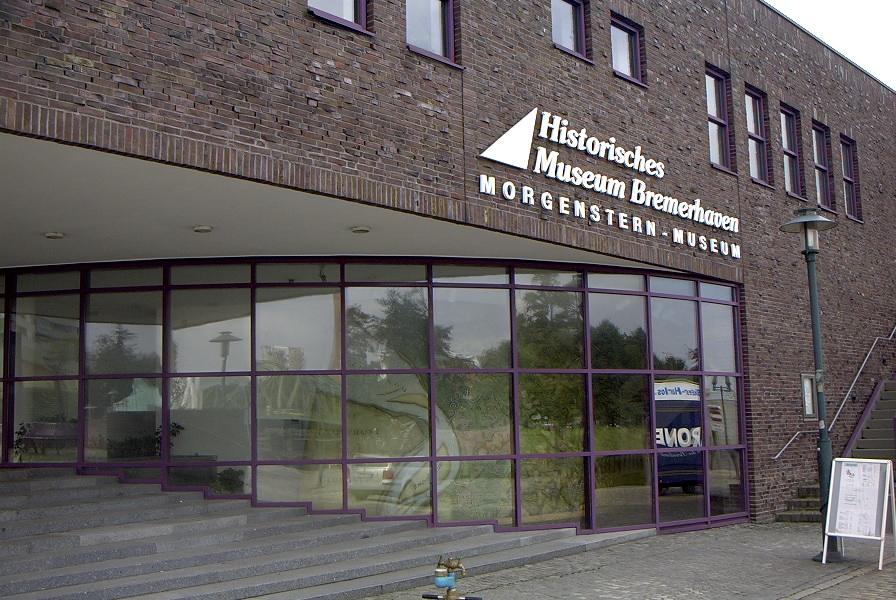
Historisches Museum Bremerhaven
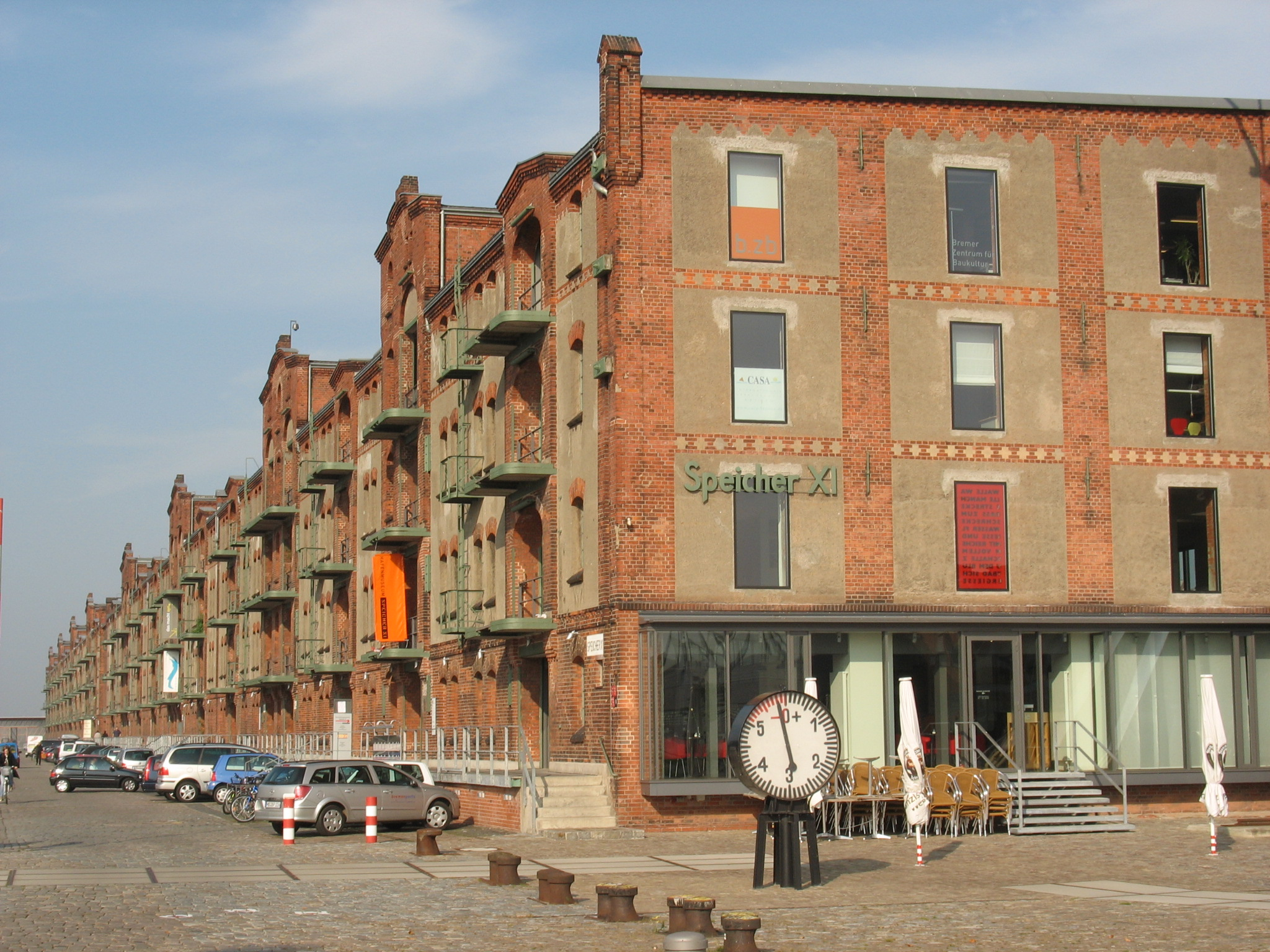
Hafenmuseum im Speicher XI (Bremen-Überseestadt)
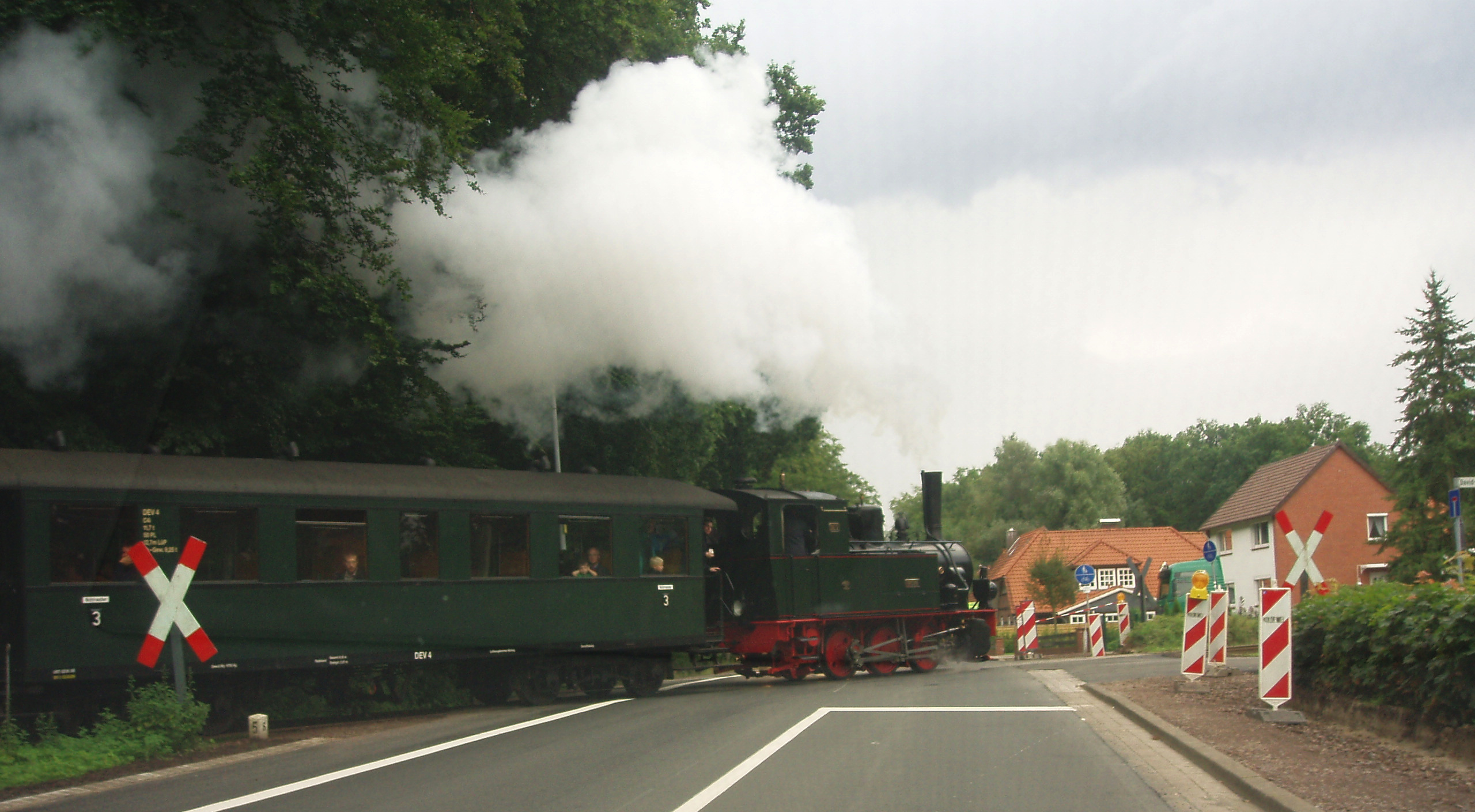
Museumseisenbahn Bruchhausen-Vilsen–Asendorf
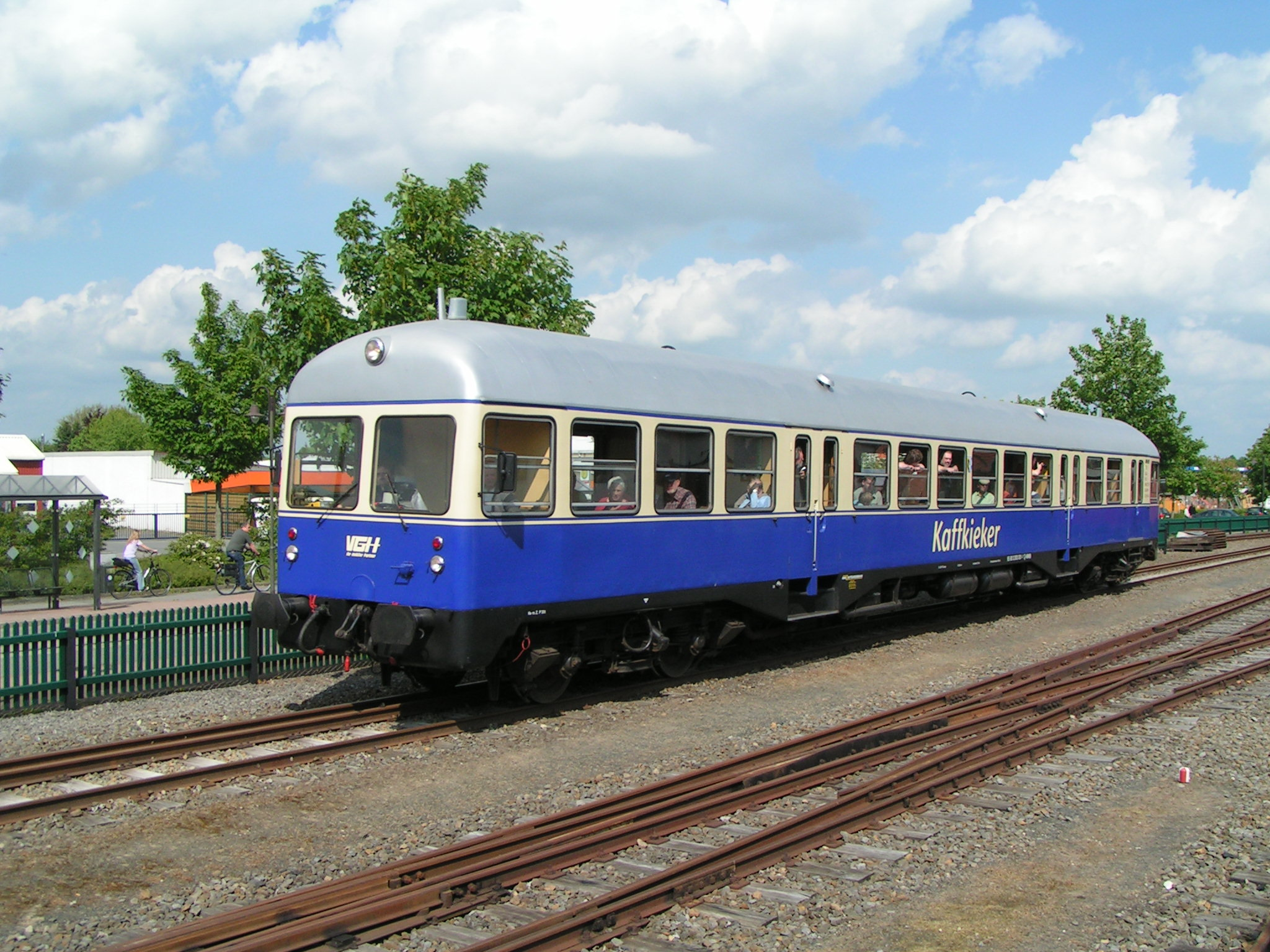
Kaffkieker-Triebwagen im Bahnhof Bruchhausen